# فريتز جي. كاسيدي
فريتز جي. كاسيدي (بالإنجليزية: Frederic G. Cassidy)‏ هو معجمي وبروفيسور أمريكي، ولد في 10 أكتوبر 1907 في كينغستون في جامايكا، وتوفي في 14 يونيو 2000.